# Loke
Loke (norrønt: Loki) optræder i nordisk mytologi som en af aserne, selv om han er af jætteslægt. Han bor i Asgård og respekteres af guderne, fordi han har blandet blod med gudernes konge Odin. Lokes relation til guderne varierer fra myte til myte: i nogle hjælper han dem, i andre optræder han som deres modstander. Hans mytologiske funktion beskrives normalt som tricksterens.[kilde mangler] Loke er far til jættekvinden Angerbodas tre monstre: Midgårdsormen, Fenrisulven og Hel. De tre spiller fremtrædende roller ved Ragnarok og slår her nogle af de mægtigste guder ihjel. Loke optræder også som Sleipners mor.
Lokes navn er trods mange forsøg ikke blevet tolket etymologisk tilfredstillende. I forskningen er der fremsat mange teorier om Lokes udvikling og oprindelse, betydningen af den mytologi, der omgiver ham, den mulige forbindelse mellem ham og luften eller ilden, samt en mulig lighed med guden Lodur. Desuden kan Loke måske forvandle sig til en ravn. Det mest udbredte synspunkt er, at Lokes betydning primært skal forstås i en kosmologisk sammenhæng, og at han viser gudernes afhængighed af jætterne. Dvs. at han var symbol på menneskenes totale afhængighed af naturens kræfter. Loke og mytologien omkring kendes primært fra myterne i
- Yngre Edda, der blev samlet i 13. århundrede, men byggede på ældre materiale fra
- Ældre Edda, der bygger på mundtlig overlevering, som muligvis stammer helt tilbage fra 11. århundrede.
- Heimskringla, ligeledes samlet 13. århundrede af islændingen Snorri Sturluson;
- Runedigte fra Norge
- skjaldedigte
- yngre overleveringer fra nordisk folklore.

Kilder fra før-kristen tid er langt mere usikre, Loke er måske afbildet på en sten fra Snaptun i Danmark og på to stenrelieffer fra Kirkby Stephen Gosforth i England.

## Mytologisk karakteristik
Loke er jætte, men samtidigt Odins blodbror. Gro Steinsland mener, at han karakterisede et bindeled mellem asernes og jætternes slægter; hans optræden fungerer som en understregning af gudernes reelle afhængighed af jætternes kræfter. I kilderne beskrives han som smuk af udseende, men samtidig som den mest lumske af guderne. Som mytologisk figur er han psykologisk næsten lige så kompliceret som Odin.
Loke er ikke entydigt ond; i nogle af myterne optræder han som gudernes hjælper, hvis råd ofte bringer dem ud af en øjeblikkelig krise, fx i Tors brudefærd, hvor han redder Thor ud af et par farlige situationer, og i myten om Tjasse, hvor han får Iduns livsæbler tilbage til Asgård. Men i andre myter er han deres hovedmodstander og den, som bringer dem til fald i forbindelse med Ragnarok. Han og Thor og Odin er de guder, der oftest optræder i myterne, og det må betyde, at han har haft afgørende betydning i det mytologiske system. Den australske religionsforsker Margaret Clunies Ross mener, at myterne skal forstås i en overordnet kronologisk ramme. I den første tid er han gudernes støtte og hjælper og redder dem ud af adskillige kriser med de mere destruktive jættekræfter. Efterhånden udvikler han sig til gudernes modstander i takt med, at hans egen slægt snydes og bedrages. Derfor får han Høder til at skyde Balder med en pil, lavet af misteltenen, som er det eneste, der kan dræbe Balder. Nu begynder de begivenheder, der fører til Verdens undergang, og til at Loke stiller sig i spidsen for jætterne ved Ragnarok som hævn for slægten. Inden den endelige undergang står han bundet ligesom sit barn Fenrisulven.
På baggrund af Lokes tvetydige rolle, har Gro Steinsland karakteriseret Loke som et bindeled mellem to guddommelige slægter. Hun mener, at hans optræden i mytologien fungerer som en understregning af gudernes reelle afhængighed af jætternes kræfter. Denne tvetydighed understreges også af hans evner som formskifter; i forskellige historier optræder han som hoppe, sæl og laks. Lokes baggrund giver ofte forklaring på hans handlinger i myterne og på, hvorfor i nogle tilfælde hjælper guderne, samtidig med han bærer en stor del af skylden for Ragnarok. Hans far var jætten Farbaute og hans mor Laufey, hvis slægtskabsforhold er usikre; Clunies Ross mener fx, at hun er af aseslægt. Hans brødre var Byleist og Helblinde. Med sin hustru Sigyn havde han sønnerne Vale og Narfe, mens han med gygen Angerboda havde børnene Fenris, som i Ragnarok skal sluge Odin, Midgårdsormen (også kaldet Jormundgand, som skal blive Thors bane) og dødsgudinden Hel. De tre uhyggelige monstre symboliserede chaos i den nordiske kosmologi. Han blev mor til Odins ottebenede hest, Slejpner, da han havde omskabt sig til en hoppe.

### Rolle i Balders død
Lokes positive relationer til guderne slutter, da han forårsager drabet på Balder. Denne er repræsentant for den stabile verdensorden, hvor guderne kan kontrollere kræfterne i verden. Begivenhederne omkring drabet kendes fra flere forskellige tekster, bl.a. Völuspá. Det afspejler traditionen i Norden omkring Balders død. Historien kan sammenstykkes fra de enkelte kilder: Balder drømmer om sin egen død. Frigg, hans mor, tager alle ting i ed på, at de ikke vil skade Balder. Hun glemmer dog misteltenen. For at fejre Balders usårlighed, skyder guderne til måls efter ham. Den blinde Høder ønsker at være med i legen og Loke forsyner i kvindeskikkelse Høder med en pil af mistelten. Pilen træffer Balder, og han falder død om. Efter Balders færd til dødsriget opsøger Hermod Hel for at få Balder tilbage. Hel stiller den betingelser, at hvis alle og alt i verden vil begræde Balders død, vil han få lov til at forlade dødsriget. Den gamle kælling Tøkk nægter at begræde Balder. Guderne regner hurtigt ud, at hun var Loke i forklædning, fanger ham og udtænker en passende straf.
Digtet Baldrs draumar omhandler Odins rejse til dødsriget for at udspørge en vølve om betydningen af Balders drøm om sin egen død. Odins mål er at udspørge hende, for gennem vølvens viden at ændre det uafvendelige og få indflydelse på de fremtidige begivenheder. Selv om Loke ikke direkte optræder som figur i digtet, mener den svenske professor i litteratur Mats Malm, at Loke er så essentiel for hele temaet i Balders Drømme, at han må være til stede i slutningen af digtet, også selvom det aldrig nævnes. Digtets form er speciel, da den både indeholder elementer af gådeleg og af forhånelse (’’senna’’). Lige som andre vølver bliver hun vækket i sin grav og giver kun sine svar uvilligt. Digtet ender med en livlig udveksling af hånsord. Tolkningen af digtet har længe voldt problemer. Malm foreslår at det snarere er relateret til magt end til viden; som fx Vølvens Spådom.
Malm foreslår flere mulige identiteter af vølven; hun kan måske være Angrboða (Angerboda), der er mor til de tre største uhyrer, eller Þhökk (Tøk), der ved sin vægring muliggør Ragnarok, og som er Loke i forklædning. Digtet kan være en afspejling af en ældre tradition, om at Balder skulle grædes ud af Hel, hvilket forhindres af Þhökk, som Odin tilsyneladende har mødt forinden. I realiteten kan vølven associeres med både Angrboða og Þhökk, selvom de rent logisk vil udelukke hinanden ud fra de øvrige beskrivelser, vi kender af de to figurer. Men Malm påpeger, at ulogiske relationer ikke er ualmindelige i forbindelse med myter; mytologier er ikke nødvendigvis konsistente hele vejen igennem. Ifølge Malm forbinder Loke de to figurer, og er selv relateret til Ragnarok. Det at Loke omtales som moder til de tre uhyrer, gør han måske for at håne ham, jf. deres skænderi og forhånelser i Lokasenna. I Gylfaginning klæder Loke sig to gange ud som kvinde for at kunne dræbe Balder, første gang for at vinde Friggs fortrolighed anden gang som Þhökk. Baldrs draumar kan være en afspejling af en parallel myte, hvori Loke og Høder optræder som dobbeltmordere (Loke tilrettelægger så Høder kan udføre udåden). Malm konkluderer, at det ikke kan afgøres med sikkerhed, om vølven er en vølve eller Angrboða, Þhökk eller Loke, men elementer fra alle fire figurer løber sammen i digtet: At Ragnarok er uafvendeligt fordi den gamle verdensorden, hvor aserne kan kontrollere jætterne, ombrydes i løbet af digtet: Det der begynder som en klassisk gådeleg (som guderne hidtil altid har vundet over jætterne) ender som en ’’senna’’, der viser, at Odins magt er brudt.

### Lokes straf
Lokes straf er omtalt i Völuspá, i prosa-ledsageteksten til Lokasenna, Hyndlaljóð og i Gylfaginning. Årsagen til Lokes straf fremgår implicit af Hyndlaljóð og Völuspá, idet hans straf refereres i umiddelbart forlængelse at Vales har hævnet Balder. I Lokasenna indrømmer Loke direkte sin skyld (se nedenfor), mens det er mere uklart i Gylfaginning. Den fyldigste beskrivelse findes i Gylfaginning. Her er straffen brutal: Guderne lænker ham i en hule i et bjerg i Jotunheim. Her skal han stå med møllesten om halsen, om maven og om knæene, så han ikke kan røre sig. Her lever han uden vådt eller tørt. For at sikre sig, at Loke ikke vil bryde sine lænker, bandt aserne ham med hans søns, Narfes, tarme. Aserne vil dog ikke begå mord, så de forvandler Narfes bror Vale til en ulv og venter på at de to brødre skulle komme op at skændes. Vale som ikke var kendt med sin nye styrke som ulv sønderrev Narfe, og aserne bruger hans tarme. Over Lokes hoved placeres en kæmpe slange, som drypper sin gift og galde på Lokes hoved. Det er så pinefuldt, at Loke ryster og skælver; når det sker, ryster bjerget med. Det er i mytologien herfra at jordskælv stammer. Lokes kone, Sigyn, elsker ham så højt, at hun er fulgt med til hulen. Indtil Ragnarok står hun og holder et kar, der opsamler giften, før den når Lokes hoved. Men af og til må hun tømme karret og så skælver Loke og hele bjerget med ham. Slangen over Lokes hoved var Skades idé. Hun har aldrig tilgivet ham Tjasses død.

### Ragnarok
Ligesom ulven Fenris og hunde Garm skal Loke være fanget indtil Ragnarok, hvor han vil slippe fri og stille sig i spidsen for kaosmagterne. I den afsluttende krig skal Loke møde Heimdall i tvekamp. Heimdal hugger hovedet af Loke, men dør selv. Margaret Clunies Ross har beskrevet Balders død og Lokes straf som afslutningen på den mytiske periode i den nordiske kosmologi. Hun mener, at det var de begivenheder, der beseglede gudernes skæbne, og som igangsatte den årsagskæde, der uafvendeligt fører frem til Ragnarok. I Völuspá fulgte Ragnarok umiddelbart efter begivenhederne omkring Balders død og
gudernes straf af Loke. Begivenheden beskrives som en gradvis nedbrydning af den hidtidige verdensorden, inden den totale destruktion finder sted. I flere af teksterne, der omhandler Ragnarok, er Loke hovedmodstanderen og anfører for gudernes fjender.

## Etymologi og tilnavne
Den etymologiske oprindelse til Lokes navn er endnu ikke blevet klarlagt. Det er blevet foreslået, at det er beslægtet med ordet lukke (norrønt: lúka), hvilket kan være en henvisning til hans funktion som igangsætteren af Ragnarok og rolle i det endelige slag. Andre har forelået en forbindelse til ordet lue (norrønt: lógi), og at han derfor havde en forbindelse til ilden.
I flere myter omtales Loke under andre navne, et af de mest anvendte er Lopt (norrønt: Loptr). Det tolkes almindeligvis som en afledning af ordet luft (norrønt: lopt), hvilket derfor peger på en forbindelse til luften. Lopt optræder i strofe 2 af Lokasenna, strofe 41 af Hyndluljóð, strofe 26 af Fjölsvinnsmál) i Yngre Edda i kapitel 32 af Gylfaginning, strofe 8 af Haustlöng og strofe 1 af Þórsdrápa. Desuden kaldes Loke også for:
- Laufeys søn, optræder bl.a. som Kenning i Þrymskviða og Lokasenna.
- Ulvens fader, som reference til at han er far til kaosmonstret Fenris.

## Skriftlige omtaler af Loke
Nedenfor følger en beskrivelse af de passager fra middelalderlige tekster, hvor Loke direkte nævnes, enten ved hans eget navn eller kendte tilnavne.

### Ældre Edda
I den Ældre Edda optræder Loke (eller refereres til) i følgende digte: Völuspá, Lokasenna, Þrymskviða, Reginsmál, Baldrs draumar og Hyndluljóð.

#### Völuspá
I strofe 35 af det store eddadigt Völuspá fortæller vølven Odin, at hun blandt andet ser den ulykkelige Sigyn sidde ved sin bundne husbond Loke. Senere i strofe 51 beskrives Loke som fri af sine bånd, og omtales som Byleists bror:
| 51. Kjóll ferr austan, koma munu Múspells of lög lýðir, en Loki stýrir; fara fíflmegir með freka allir, þeim er bróðir Býleists í för. | 51. Et Skib går fra Øst. Muspels Skarer stævne over Hav, men Loke styrer. Med Ulven fare Uhyrene alle; Bylejsts Broder er med i Følge. |  |

#### Lokasenna
Preben Meulengracht Sørensen; Kapitler af Nordens litteratur i oldtid og middelalder; 2006 ISBN 87-7934-219-1
Festen i Lokasenna: et forsøg på fredsslutning mellem aser og jætter, der mislykkes pga. Lokes indblanding? <78>
I dette digt er gudernes dominans i færd med at gå i opløsning. <79>
Digtet Lokasenna (norrønt: "Lokes skænderi") er centreret omkring Lokes udveksling af nid med de øvrige guder. Formen er, at Loke i to strofer sender sin hån mod en af guderne, hvilket den angrebne svarer på med en strofer, hvorpå en anden bryder ind med en strofe. Loke retter derpå sin hån mod denne. Digtet indledes med en prosadel, som fortæller, at Ægir, en havjætte, er vært ved et gilde i sin hal, hvor guder og alfer er gæster. De forsamlede guder roste Ægir for gildet, især priste de hans to tjenere Fimafeng og Eldir, der oplyste hallen. "Det kunde Loke ikke høre på og dræbte Fimafeng. Da rystede Aserne deres Skjolde og opløftede et Råb mod Loke og jog ham ud i Skoven, men selv satte de sig til at drikke. " Loke vender aggressiv tilbage fra skoven og møder Eldir uden for hallen. Her begynder selve digtet. Loke spørger, hvad der foregår indenfor, og Eldir svarer, at guderne diskuterer ham. Loke går indenfor i den nu tavse hal, hvor han siger:
| Loki kvað: 6. "Þyrstr ek kom þessar hallar til, Loftr, um langan veg ásu at biðja, at mér einn gefi mæran drykk mjaðar. | Loke. 6. Tørstig jeg her til Hallen kom - lang Vej jeg vandred - for Aser at bede, om én mig vil unde en Drik af den dyre Mjød. |  |

Loke spørger nu hvorfor de tier, og kræver at få en plads ved bordet. Brage siger nu, at han aldrig vil få plads ved guderne;
| Bragi kvað: 8. "Sessa ok staði velja þér sumbli at æsir aldregi, því at æsir vitu, hveim þeir alda skulu gambansumbl of geta." | Brage. 8. Plads ved Gildet og Sæde dig give Aserne aldrig. Vel vide Aser, hvem de ville Gammen ved Gildet give. |  |

Loke svarer ham ikke, men taler direkte til Odin:
| Loki kvað: 9. "Mantu þat, Óðinn, er vit í árdaga blendum blóði saman? Ölvi bergja lézktu eigi mundu, nema okkr væri báðum borit." | Loke. 9. Husker du, Odin! da vi i årle Tider blandede Blod sammen? Aldrig vilde Øl du smage, når ej for os begge det bares. |  |

Odin beder derpå sin søn Vidar om at rejse sig, for at give plads til Loke, som han omtaler ’’Ulvens Fader’’. Odin begrunder dette med, at Loke derved ikke skal tale ondt om dem. Vidar skænker op for Loke, som udbringer en skål for guderne, hvor han dog omhyggeligt udelader Brage. Han tilbyder derpå Loke en stor bod for sin tidligere fornærmelse, hvilket Loke afviser med hånende ord:
| Loki kvað: 13. "Jós ok armbauga mundu æ vera beggja vanr, Bragi; ása ok alfa, er hér inni eru, þú ert við víg varastr ok skjarrastr við skot." | Loke. 13. Hest og Armringe - altid du monne tilbegge trænge, Brage! Af Aser og Alfer, som er herinde, er du mest fejg i Fare og mest sky for Skud. |  |

Brage svarer, at var de uden for Ægirs hal, så ville han hugge hovedet af ham. Til det siger Loke, at Brage kun er modig, når han sidder bænket, men ikke dur til noget i kamp. Nu bryder Idun ind, og beder Brage af hensyn til slægten ikke at håne Loke mere. Dette sætter skænderiet i gang; efter tur udveksler Loke hån og spot med alle de tilstedeværende guder. Flere af de forhold, som Loke henviser til kendes udelukkende fra dette digt, og vi ved derfor ikke hvilke begivenheder han hentyder til. Nu retter Loke sin spot mod Idun, som han kalder ’’den mest mandlystne’’ af alle kvinder, der favnede sin brors morder (ellers ukendt hændelse). Idun afstår fra at svare af hensyn til freden, hun vil ikke have kampe opildnet af drukkenskab.
Herpå bryder Gefion ind og beder Loke om at passe på, da alle guder hader ham. Til det svarer Loke, at hun heller ikke er kysk: ’’hvordan til Lyst dig lokked den hvide Svend, da han Smykket dig gav; han lå nok fast i din Favn.’’ (ellers ukendt hændelse) Til dette svarer Odin, at det er dumt af Loke, at lægge sig ud med Gefion, der har store kundskaber om skæbnen. Derfor retter Loke nu sin hån mod Odin, hvor han angriber Odin på hans funktion som krigsgud, ved at beskylde ham for ofte at give sejren til de forkerte. Hertil svarer Odin, at Loke er skyldig i ergi, der er langt værre:
| "Veiztu, ef ek gaf, þeim er ek gefa né skylda, inum slævurum, sigr, átta vetr vartu fyr jörð neðan, kýr mólkandi ok kona, ok hefr þú þar börn borit, ok hugða ek þat args aðal." | Véd du, om de sløvere Sejr jeg gav, skönt ej jeg det skulde: under Jord du var i otte Vintre, en komalkende Kvinde; der har du Afkom avlet. Så usselt et Væsen du var. |  |

Denne fortælling kendes ikke fra andre steder. Loke gensvarer, at Odin ikke er bedre selv. Han har optrådt lige så umandigt, ved at praktisere sejd (hentyder til ellers ukendt hændelse):
| "En þik síða kóðu Sámseyu í, ok draptu á vétt sem völur; vitka líki fórtu verþjóð yfir, ok hugða ek þat args aðal." | Men du drev Sejd på Samsø, sysled med Gift som Gyger; lig en Troldmand du for over Folket hen; så usselt et Væsen du var. |  |

Loke benytter i lighed med Odin betegnelsen ’’arg’’, der var en meget alvorlig form for nid i nordisk kultur. Hvilken historie, der hentydes til, ved vi ikke.
Nu svarer Frigg, Odins hustru, at hvad Loke og Odin gjorde i urtiden, skal holdes skjult og ikke nævnes nu foran andre. Loke retter så opmærksomheden mod Frigg, som han omtaler som Fjørguns datter og beskylder for utroskab med Odins egne brødre, Vile og Ve. Frigg fortæller så, at hvis der havde været én som hendes afdøde søn Balder, så ville Loke ikke kunne undslippe. Til det svarer Loke, at han er ansvarlig for, at Balder ikke er der:
| "Enn vill þú, Frigg, at ek fleiri telja mína meinstafi: ek því réð, er þú ríða sér-at síðan Baldr at sölum." | Vil du, Frigg! høre endnu flere af mine onde Idrætter? Det råder jeg for, at ej du ser ride Balder siden til Sale. |  |

Så er det Frejas tur; hun kalder Loke gal, når Frigg kender alts skæbne, selvom hun tier om det. Loke angriber Freja ved at sige, at alle de tilstedeværende har været Frejas elskere. Freja svarer, at Loke lyver, og gentager, at Loke har påkaldt sig alle guders vrede. Loke fortsætter sin hån af Freja, og siger, at hun engang blev opdaget af alle de andre guderr, mens hun sad ovenpå sin egen bror (en ellers ukendt hændelse). Njord forsvarer sin datter med, at utroskab er harmløst i forhold til Lokes gerninger:
| "hitt er undr, er áss ragr er hér inn of kominn ok hefir sá börn of borit." | men Under det er, at den usle As er kommen herind. Fordum fødte han Börn. |  |

Loke kalder nu Njord asernes gidsel, og siger, at Hymirs døtre engang brugte hans mund som pispotte (ellers ukendt hændelse). Njord svarer, at det var en belønning, at blive sendt til aserne, og at hans søn Frej, hader ingen. Loke svarer til dette, at det var med sin søster, han fik sin søn. Nu bryder Tyr ind, men Loke afviser ham ved at håne ham for sin manglende højrehånd. Hertil svarer Tyr:
| "Handar em ek vanr, en þú hróðrsvitnis, böl er beggja þrá; ulfgi hefir ok vel, er í böndum skal bíða ragnarökrs." | Hånd mig fattes; dig fattes Fenre; begges Savn er svart. Ej har Ulven det bedre, som i Bånd skal bie på Ragnarok. |  |

Derpå siger Loke, at han har gjort Tyr til hanrej:
| "Þegi þú, Týr, þat varð þinni konu, at hon átti mög við mér; öln né penning hafðir þú þess aldregi vanréttis, vesall." | Ti du, Ty! Tænk på din Hustru; til den Sön, hun fik, var jeg Fader. Aldrig du arme fik Alen eller Penge til Bøde for Brøden. |  |

Dette forhold kendes ikke fra andre fortællinger, lige som navnet på hustruen er ukendt. Frej siger nu til Loke:
| "Ulfr sé ek liggja árósi fyrir, unz rjúfask regin; því mundu næst, nema þú nú þegir, bundinn, bölvasmiðr." | Ulv ser jeg ligge ved Åens Munding, til Guder forgå. Snart skal du også bindes, om ej du nu tier, du onde Uheldstifter. |  |

Til det siger Loke, at Frej har solgt sit sværd for Gerd, og at han derfor vil mangle det ved Ragnarok. Byggve (i prosaindledningen identificeret som Frejs tjener) siger så, at hvis han havde været lige så fornem som aserne, der sad bænket, så ville han have slået han fordærvet. Loke beskriver ham som Frejs hund. Byggves svar er at han agtes for sin kunnen. Loke afviser Byggve med, at han ikke kender til livet blandt krigere. Så er det Heimdall, der bryder ind. Han siger, at Loke er fuld, og at fuldskaben tog hans vid, og spørger hvorfor han ikke bare holder mund. Loke svarer, ved at kalde Heimdalls liv ledt, når han altid skal holde vagt for guderne. Nu advarer Skade ham, om hans nærmeste skæbne, hvor han vil blive bundet af sin egen søns tarme:
| "Létt er þér, Loki; mun-at-tu lengi svá leika lausum hala, því at þik á hjörvi skulu ins hrímkalda magar görnum binda goð." | Kåd du er, Loke! men ej længe sådan skal du lege med løs Hale, thi til Klippens Ås skulle Aser dig binde med Reb af den rimkolde Söns Tarme. |  |

Hertil svarer Loke, at han er ansvarlig for drabet på Skades far:
| […] fyrstr ok efstr var ek at fjörlagi, þars vér á Þjaza þrifum." | […] så var jeg den förste til blodig Færd, dengang vi Thjasse tog. |  |

Skade fortæller nu, hvor stort hendes had til Loke er. Til det svarer Loke, at det engang havde været anderledes:
| "Léttari í málum vartu við Laufeyjar son, þá er þú létz mér á beð þinn boðit; getit verðr oss slíks, ef vér görva skulum telja vömmin vár." | Lindere i din Tale var du mod Løvøs Sön, (Loke) da du lod til dit Leje mig byde. Sligt må vi nævne, når ret vi skulle opregne alle vore Lyder. |  |

Sif, Thors hustru, hælder nu mjød op til Loke, hvorefter hun siger, at hun "ene være blandt Asernes Sönner uden Lyde og Last". Loke fortæller nu, at hun engang havde været utro med ham (ellers ukendt hændelse):
| "Ein þú værir, ef þú svá værir, vör ok gröm at veri; einn ek veit, svá at ek vita þykkjumk, hór ok af Hlórriða, ok var þat sá inn lævísi Loki." | Om du det var, var ene du kydsk og knibsk mod Mænd. En jeg dog véd, så vidt jeg tror der brød Hlorrides Ægteskab; og det var den lumske Loke. |  |

Da fortæller Beyla (der i indledningen omtales som Frejs tjener), at alle bjergene ryster, og at hun derfor tror, at Thor må være på vej. Hun siger, at han vil give guderne fred for Loke. Loke kalder hende derpå et utyske og en skiden skøge. Da kommer Thor ind i salen og beder straks Loke om at tie stille, ellers vil han ramme ham med hammeren. Loke spørger ham, hvorfor han er så vred og tilføjer:
| En þá þorir þú ekki, er þú skalt við ulfinn vega, ok svelgr hann allan Sigföður." | Da er du ej så kæk, når med Ulv du skal kæmpe, og han sluger Sejrfader helt. |  |

I andre mytetekster kæmper Thor kun med Midgårdsormen (ligesom Ulven Lokes søn). Thor beder igen Loke om at tie og truer ham atter med hammeren. Loke fortæller nu om dengang, Thor gemte sig i Skrymers handske; en stor hån mod Thors mandighed. Thor truer nu med at dræbe Loke. Loke siger da, at han vil gå inden Thor gør alvor af sine trusler, men inden da siger han til Ægir, at hans hal snart vil brænde, og hans ryg vil svides. Teksten afsluttes med et prosastykke, der fortæller Lokes videre skæbne.
| En eftir þetta falst Loki í Fránangrsforsi í lax líki. Þar tóku æsir hann. Hann var bundinn með þörmum sonar síns, Vála, en Narfi, sonr hans, varð at vargi. Skaði tók eitrorm ok festi upp yfir annlit Loka. Draup þar ór eitr. Sigyn, kona Loka, sat þar ok helt munnlaug undir eitrið. En er munnlaugin var full, bar hon út eitrið, en meðan draup eitrit á Loka. Þá kippðist hann svá hart við, at þaðan af skalf jörð öll. Þat eru nú kallaðir landsskjálftar. | Men efter dette skjulte Loke sig i Frånangs Fos i en Lakses Lignelse; der tog Aserne ham; han lå da bunden med sin Söns Nares Tarme, men hans Sön Narve blev til en Ulv. Skade tog en Edderorm og fæstede den op over Lokes Ansigt; fra den dryppede Edder. Sigyn, Lokes Hustru sad der og holdt en Skål under Giften, men når Skålen var fuld, bar hun Giften ud, og imidlertid dryppede Giften på Loke. Da for det sådan i ham, at al Jorden skælvede deraf. Det kaldes nu Jordskælv. |  |

#### Þrymskviða
I digtet Þrymskviða Loke også en stor rolle. Han er her ikke skyld i krisen, men hjælper i stedet guderne, så atter kommer i besiddelse af Mjølner. Digtet begynder med, at Thor vågner, og opdager at hammeren er forsvundet. Thor henvender sig først til Loke for at få ham til at finde hammeren. De to tager hen til Freja for at låne en fugleham, så Loke kan flyve ud for at lede. I Jötunheimr ser jætten Þrymr Loke komme flyvende, han spørger om der er nyt fra Asgård. Loke fortæller at hammeren er væk. Þrymr siger så, at det er ham der har taget den, og at han har gemt den 8 favne under jorden og at han først vil levere den tilbage hvis Freja bliver givet til ham som kone.
Tilbage i Asgård spørger Thor straks Loke om hans anstrengelser bar frugt. Loke svarer:
| "Hef ek erfiði ok erendi; Þrymr hefr þinn hamar, þursa dróttinn; hann engi maðr aftr of heimtir, nema hánum færi Freyju at kván. | "Vel har jeg orket Ærind at rögte. Thrym har din Hammer, Thursekongen. Ingen Mand henter den atter, uden han fører ham Frøja til Brud." |  |

Guderne forsøger i første omgang at overtale Freja, men hun bliver så vred, at alle Asgårds haller ryster og hendes halsmykke Brísingamen går i stykker. Guderne mødes til rådslagning, hvor Heimdall foreslår, at Thor iklæder sig Frejas klæder og selv henter sin hammer tilbage. Thor nægter, men Loke siger:
| "Þegi þú, Þórr, þeira orða. Þegar munu jötnar Ásgarð búa, nema þú þinn hamar þér of heimtir." | "Ti du, thor! med sådan Tale. Snart monne Jætter i Asgård bygge, om du din Hammer ej atter henter. |  |

Thor bliver nu klædt som en brud, og Loke som hans brudepige. Sammen drager de til Jotunheim. Da de når frem, beordrer Þrymr sin hal gjort klar til bryllup. Ved middagen senere på aftenen tager Thorgodt for sig af retterne, hvilket får Þrymr til at undre sig, og Loke må hurtigt finde en forklaring:
| 25. Þá kvat þat Þrymr, þursa dróttinn: "Hvar sáttu brúðir bíta hvassara? Sák-a ek brúðir bíta breiðara, né inn meira mjöð mey of drekka." 26. Sat in alsnotra ambótt fyrir, er orð of fann við jötuns máli: "Át vætr Freyja átta nóttum, svá var hon óðfús í Jötunheima." 27. Laut und línu, lysti at kyssa, en hann útan stökk endlangan sal: "Hví eru öndótt augu Freyju? Þykki mér ór augum eldr of brenna." 28. Sat in alsnotra ambótt fyrir, er orð of fann við jötuns máli: "Svaf vætr Freyja átta nóttum, svá var hon óðfús í Jötunheima." | 25. Mælte da Thrym, Thursekongen: "Hvor så du Brude hvassere bide? Ej så jeg Brude æde så meget og aldrig Mø drikke mere Mjød." 26. Sad der den snilde Terne ved Siden og tog til Orde ved Jættens Tale: "Intet åd Frøja i otte Nætter; så længtes hun hid til Jøtunhejm." 27. Han luded bag Linet, lysted at kysse, men ud han for op gennem Salen: "Hvi ere Frøjas Öjne hvasse? Af Öjnene tykkes mig Ild at Brænde." 28. Sad der den snilde Terne ved Siden og tog til Orde ved Jættens Tale: "Ej sov Frøja i otte Nætter; så længtes hun hid til Jøtunhejm." |  |

Þrymr beder nu om at få bragt hammeren ind, så den kan blive lagt lagt i brudens skød, så hun kan vies med ham i gudinden Várs navn. Da det sker griber Thor leende sin hammer og slår Þrymr og alle de øvrige jætter ihjel.

#### Reginsmál
Loke optræder både i prosadelen og de første seks strofer af Reginsmál. I indledningen fortælles det, at guderne Odin, Hœnir og Loki, mens helten Sigurd blev opfostret af Regin, tog til Andvarefossen, der rummede mange fisk. Der boede Regins bror dværgen Andvari, der levede af fiskene i form af en gedde. En anden bror, Ótr, tog ofte til fossen for at jeg fisk i form af en odder. Dér dræbte Loke Ótr, og guderne flåede skindet af ham, som de tog med til Hreidmar (Andvari, Regin, Ótrs samt Favners far). Da han så skindet krævede han bod, da de i virkeligheden havde dræbt hans søn. Han krævede derfor at odderskindet blev fyldt med guld. Da det var Loke, der var drabsmanden, blev han sendt ud for at skaffe guldet. Han tog tilbage til Andvarefossen, hvor han fangede gedden Andvari i Ráns net. Her slutter prosaindledningen. Loke driller fisken og siger, at den kan redde sit liv ved at fortælle, hvor dens guld er. Gedden svarer, at den hedder Andvari, og at: "En ynkelig Norne bestemte i Oldtid, at jeg skulde i Vandet vade". Loke spørger derpå: "Hvilken Straf få Mændenes Sönner, når de kæmpe med onde Ord." Andvari svarer ham, at "Straf få […] de, som i Vadgelme vade. Usande Ord, löjede anden Mand på, ere Ris, som revse længe." Derpå fik Loke Andvaris guld, selv den ring, som Andvari forsøgte at holde på. Dværgen gik så ind i stenen mens han forbandede guldets fremtidige ejere:
| 5. "Þat skal gull, er Gustr átti, bræðrum tveim at bana verða ok öðlingum átta at rógi; mun míns féar manngi njóta." | 5. "Dette Guld, som Gust har ejet, skal tvende Brødres Bane vorde og volde Kiv mellem otte Konger. Ingen skal nyde, hvad jeg ejed." |  |

Loke vender nu tilbage til Hreidmar, for at give ham guldet som bod. Odderskindet blev nu fuldkomment dækket af guld, bortset fra et enkelt knurhår. Derfor måtte Loke også aflevere ringet Andvarenaut. Loke fortæller nu, at guldet er forbandet, og at det vil føre både Hreimars og hans sidste sønner, Favner og Regins, død:
| 6. "Gull er þér nú reitt, en þú gjöld hefir mikil míns höfuðs; syni þínum verðr-a sæla sköpuð; þat verðr ykkarr beggja bani." | 6. "Guld er dig givet; gylden Bøde du har for mit Hoved. Ej bliver Skæbnen god for din Sön. Det vorder eder begge til Bane." |  |

Hreidmar siger, at hvis han havde vist alt dette på forhånd så ville han have taget Lokes liv. Loke fortæller videre, at dette også vil gælde ufødte generationer. Hreidmar siger nu, at han ikke tror på Loke, og smider derpå alle tre guder ud. Den resterende del af digtet omhandler nu begivenhederne omkring Sigurd Favnersbanes liv, og Loke optræder ikke længere i fortællingen.

#### Baldrs draumar
I Baldr draumar har Odin vækket en død vølv i Hel, for at kunne udspørge hende om betydningen af hans søn, Balders, onde drømme. Loke omtales ved navn i den sidste strof, da vølven siger til Odin: Hjem ride du, Odin! rask og frejdig. – Da först vække du Vølven atter, når Lænker løsnes brat om Loke, når Verden raver i Ragnarok. Den svenske religionsforsker Mats Malm, har foreslået, at vølven muligvis er identisk med eller nært knyttet til Loke (se ovenfor for uddybende forklaring).

#### Hyndluljóð
Loke omtales i to strofer i den korte udgave af Vølvens Spådom (Völuspá hin skamma), der findes i digtet Hyndluljóð. I den første af de to strofer fortælles det, at Loke avlede en ulv med jætten Angerboda, mens han selv fødte hesten Slejpner. Strofen afsluttes med en konstatering: fra ham, Byleist bror, kom det uhyre, alle fandt mest rædsomt. Den følgende strofe af digtet indeholde en reference til en ellers ukendt mytologiks begivenhed:
| 40. Loki af hiarta lindi brendu fann hann haalfsuidinn hugstein komu vard Loptr kuidugr af konu illri þadan er aa folldu flagd huert komit. | 41. Loke fandt et ved Luen halvstegt Kvindehjerte, og til Kvinde blev han. Da undfanged Loke ved den onde Mø. Derfra stamme alle de onde Kvinder. |  |

Denne begivenhed kendes ikke fra andre mytetekster, og det vides derfor ikke, hvis hjerte Loke spiser, og hvem den onde mø er. Ifølge en teori har denne strofe forbindelse til myten om Gullveig, der kendes fra den lange udgave af Vølvens Spådom; en myte der ligeledes er svær at tolke, da den kun er overleveret i fragmentarisk form.[kilde mangler]

#### Fjölsvinnsmál
Digtet Fjölsvinnsmál indeholder en strofe, hvor Loke omtales under navnet ‘'Lopt, her associeres han med runerne. I digtet forklarer Fjölsviðr helten Svipdagr, at Sinmara vogter våbnet Lævateinn i et jernskrin, som er lukket med ni stærke låse:
| 26. "Lævateinn heitir hann, en hann gerði Loftr rúnum fyr nágrindr neðan; í segjárnskeri liggr hann hjá Sinmöru, ok halda njarðlásar níu." | 26. Lævaten - den som Lopt runed nedenfor Liglaagen. Sinmare har den i et smedet Skrin; ni stærke Laase lukker. |  |

### Yngre Edda

#### Gylfaginning
Højs introduktion
Loke optræder første gang i yngre Edda i kapitel 19 af Gylfaginning, hvor han beskrives som en af aserne, da den mystiske trefoldige figur Høj, Jævnhøj og Tredje (Odin) forklarer "Gangleri" (kong Gylfie i forklædning) gudinden Frigg spådomsevner ved at reciterer en strofe fra Lokasenna.
Loke bliver formelt introduceret af Høj, Jævnhøj og Tredje i kapitel 32, hvor han regnes som én blandt aserne, men også én bragte ulykke med sig; Endelig regnes den mellem Aserne, som nogle kalder Asernes Æreskænder, Falskhedernes Forkvæder og alle Guders og Menneskers Væmmelse. Hans Navn er Loki eller Lopt, Søn af Jætten Farbouti. Hans Moder er Laufey eller Nal. Hans Brødre er Bylejst og Helblindi. Loki er smuk og fager af Udseende, men ond af Sindelag og af meget vekslende Natur. Han besad frem for andre Mennesker den Kløgt, som hedder Snuhed og Opfindsomhed i alle Ting. Han førte jævnlig Aserne i Vanskelighed, og ofte udfriede han dem ved Snedighed. Hans Kone hedder Sygin eller Sigun, deres Søn Nari eller Narfi.
Gangleri får desuden fortalt, at Loke har tre andre børn med jætten Angrboða fra Jötunheimr; ulven Fenrir, ormen Jörmungandr, og dødsrigets dronnng Hell. Da guderne opdager disse børn i Jotunheim indser de hurtigt, at de vil bringe meget ondt med sig, "ikke alene paa Grund af disse Søskendes mødrene Natur, men endnu mere paa Grund af deres fædrene,". Til det sagde Gangleri: "Det var dog nogle forfærdelig lede Børn, Loki fik, men vældige er alle disse Søskende.
Høj fortæller senere en historie, der fandt sted i gudernes første tid, da Midgård og Valhalla lige var bygget. Da dukkede en navnløs bygmester og tilbød, at opføre en fæstning omkring hele Asgård så stærk at ingen jætte ville kunne trænge igennem den. Det ville han gøre på tre år, men som betaling ville han kræve Freja, solen og månen. Efter en rådslagen blev guderne enige om at indgå aftalen, men satte som betingelse, at der ikke måtte mangle så meget som én sten, den første sommerdag det tredje år, og at han ikke måtte få hjælp af nogen mand. Bygmesteren spurgte derpå, om han måtte tage sin hest Svaðilfari til hjælp. På Lokes råd tillod man ham det. Guderne opdagede til deres overraskelse, at hesten var i stand til at slæbe hele bjerge, og kunne udføre det dobbelte arbejde af sin herre. Sammen gjorde hesten og bygmesteren så store fremskridt, at de tre dage før fristens udløb var nået næsten hele vejen rundt. Guderne samles til en ny rådslagning, hvor de bliver enige om, at Loki Laufeyjarson havde skylden for denne aftale, og de pålagde derfor ham, at finde en udvej; hvis han ikke ville lide en frygtelig død.
Den rædselsslagne Loke sværger derpå, at han vil finde ud af en plan, så bygmesteren ikke ville få sin løn, hvad det end ville koste. Samme aften komme en hoppe ud af skoven, og da Hingsten mærkede, hvad Slags Hest den havde for sig, blev den vild, sled Tøjlerne itu og løb til Hoppen, som flyede til Skoven. Nu er bygmesteren ikke længere i stand til at gøre sit arbejde, han blev da rasende og guderne ser nu, at i virkelig er en rimturse, og de påkalder Thor, der uden tøven knuser hans hoved med hammeren. Men Loki havde faaet sit Ærinde saa godt besørget hos Svadilfari, at en Tid efter fødte han et Føl, som var graat og havde otte Fødder.
Loke, Udgårdsloke og Loge
Siden fortæller Tredje en historie om en rejse Loke gjorde sammen med Thor til Jotunheim. En aften gør de holdt ved en bondes gård. Til aftensmaden slagter Thor den ene af sine geder og inviterer bonden og hans familie med til måltidet (næste dag vil han genoplive dem). Trods Thors advarsel brækker bondens søn Tjalfe en knogle for at suge marven, så den ene af gederne bliver halt. Som bod fik den rasende Thor derpå bondens to børn med sig som tjenestefolk. Uden gederne fortsætter Loke og Thor samen med de to børn østpå indtil de når frem til Udgårdslokes borg bag Jotunheims store skove. Undervejs møder de kæmpen Skrymer, der i virkeligheden er den forkældte Udgårdsloke; en begivenhed, der markerer indledningen til det blændværk Thor og hans følge udsættes for.
Ved ankomsten til Udgårdslokes borg, der er enorm, bliver de budt velkommen af Udgårdsloke, der kræver at de besidder en evne, der ikke overgås af nogen anden i Udgårdslokes hal, hvis de vil opholde sig hos ham. Loke, der træder ind som den sidste siger: "Jeg kan en Idræt, som jeg er rede til at forevise. Der er ingen herinde, som kan sluge Maden hurtigere end jeg." Udgårdsloke bød derpå Loge at konkurrere mod Loke. De satte sig derpå i hver ende af et langt fad fyldt med kød; "begge aad alt, hvad de orkede, og mødtes midt i Truget. Loki havde da ædt alt Kød af Benene, Logi havde ogsaa ædt alt Kødet, men baade Benene og Truget med. Alle indrømmede, at Loki havde tabt."
De øvrige mandlige medlemmer af rejseselskabet deltager i lignende konkurrencer, som de alle taber til Udgårdslokes folk. Da Thor sammen med sit følge atter forlader borgen næste morgen, følger Udgårdsloke dem ud, mens han forklarer, at de havde været udsat for synsbedrag; fx havde Loge været ilden, "en Blændværks-Lue, der samtidig opbrændte baade Kødet og Truget."

### Runedigt fra Norge
Loke nævnes i strofe 13 i det norske runedigt i forbindelse med runen Bjarkan:
| Bjarkan er laufgrønster líma Loki bar flærða tíma. | Birk er det løvgrønneste blant trær Loke var heldig i sin falskhed(s gærninger). |  |

Ifølge Bruce Dickins er omtalen af 'Lokes ’’falskhed’’ utvivlsomt en reference til hans skyld i Balders død.

## Arkæologiske levn

### Snaptunstenen
En forårsdag i 1950 blev en halvrund flad sten, hvorpå der var indridset et mandshoved, fundet på stranden nær Snaptun i Danmark. Relieffet forestiller et mandshoved med en snoet moustache og en mund med et hul igennem hele sten, hvor der er ridser eller ar på læberne. Det var lavet på en fedtsten, som stammer fra Norge eller Sverige, og er dateret til omkring år 1000. Figuren identificeres normalt som Loke, pga. mærkerne på læberne, der sandsynligvis refererer til en fortælling gengivet i Skáldskaparmál, hvor den ene af Ivaldesønnerne syede Lokes læber sammen (se ovenfor). Stenen skulle bruges i forbindelse med en arne eller esse: næsen på en blæsebælg blev stukket gennem hullet, så selve bælgen blev beskyttet fra varmen fra ilden. Denne sten peger måske på en forbindelse mellem Loke og smedekunsten. Stenen var tidligere udstillet på Moesgård Museum i Århus, men står i dag i Horsens Museum.

### Kirkby Stephen stenen og Gosforth korset
En delvist ødelagt stenplade af sandsten fra slutningen af 9. århundrede blev opdaget i 1870 og er nu indsat på facaden af kirken i Kirkby Stephen, England. Den viser en hornet figur, der er bundet. Det er foreslået, at relieffet forestiller Loke. Et billede af en lignende hornet og rundskuldret figur er blevet fundet i Gainford, County Durham, den opbevares nu i biblioteket i Durham Cathedral.
Figurerne på Gosforth Cross fra midten af 11. århundrede er tolket som forskellige figurer fra nordisk mytologi i lighed med Kirkby Stephen stenen. Den nederste sektion af korsets vestside viser en langhåret kvindeskikkelse, der knælende holder et objekt over hovedet på en anden bundet figur. Ovenover dem er der en sammenrullet slange. Dette billede tolkes som regel som Sigyn, der sørger for Loke.
- Stenrelief fra Kirkby Stephen i England: Den bundne hornede figur bliver normalt tolket som den straffede Loke.[46]
- Detalje fra Gosforth korset, nederste halvdel viser formentlig Sigyn, der holder en skål eller et horn over Lokes hoved.